# Крикбеф ан Кокс
Крикбеф ан Кокс (фр. Criquebeuf-en-Caux) насеље је и општина у северној Француској у региону Горња Нормандија, у департману Приморска Сена која припада префектури Авр.
По подацима из 2011. године у општини је живело 360 становника, а густина насељености је износила 173,08 становника/km². Општина се простире на површини од 2,08 km². Налази се на средњој надморској висини од 102 метара (максималној 102 m, а минималној 5 m).

## Демографија
| 1962. | 1968. | 1975. | 1982. | 1990. | 1999. | 2011. |
| ----- | ----- | ----- | ----- | ----- | ----- | ----- |
| 144   | 170   | 197   | 275   | 417   | 403   | 360   |

График промене броја становника у току последњих година